# Buddy O'Grady
Francis David "Buddy" O'Grady (Nueva York, Nueva York, 19 de enero de 1920-Freehold, Nueva Jersey, 19 de febrero de 1992) fue un jugador y entrenador de baloncesto estadounidense que disputó tres temporadas en la BAA y una más en la NBL, y dirigió como entrenador a los Georgetown Hoyas de la NCAA durante tres años. Con 1,80 metros de estatura, jugaba en la posición de base.

## Trayectoria deportiva

### Universidad
Jugó durante tres temporadas con los Hoyas de la Universidad de Georgetown, en las que promedió 6,4 puntos por partido.

### Profesional
Tras servicio militar que tuvo que cumplir durante la Segunda Guerra Mundial, jugó una temporada con los Rochester Royals de la NBL hasta que en 1946 fue reclamado por Red Auerbach para unirse a los Washington Capitols de la BAA. Allí jugó una temporada como suplente de Fred Scolari, promediando 2,7 puntos por partido.
En 1947 fichó por los St. Louis Bombers, donde en su única temporada completa promedió 3,9 puntos por partido. Mediada la temporada siguiente fue traspasado a los Providence Steamrollers a cambio de Otto Schnellbacher, retirándose al término de la misma tras la desaparición del equipo.

#### Estadísticas en la BAA

##### Temporada regular
| Temporada | Edad | Equipo                  | Liga | P   | TC  | TCA | %TC  | TL  | TLA | %TL  | ASIS | FP  | PTS |
| 1946-47   | 27   | Washington Capitols     | BAA  | 55  | 1.0 | 4.2 | .238 | 0.7 | 1.0 | .717 | 0.4  | 1.1 | 2.7 |
| 1947-48   | 28   | St. Louis Bombers       | BAA  | 44  | 1.5 | 5.8 | .261 | 0.8 | 1.2 | .667 | 0.2  | 1.4 | 3.9 |
| 1948-49   | 29   | TOTAL                   | BAA  | 47  | 1.8 | 6.2 | .290 | 1.0 | 1.5 | .690 | 1.4  | 1.2 | 4.7 |
| 1948-49   | 29   | St. Louis Bombers       | BAA  | 30  | 1.7 | 5.9 | .295 | 1.1 | 1.5 | .739 | 1.4  | 1.2 | 4.6 |
| 1948-49   | 29   | Providence Steamrollers | BAA  | 17  | 1.9 | 6.9 | .282 | 0.9 | 1.5 | .600 | 1.5  | 1.2 | 4.8 |
| Total     |      |                         | BAA  | 146 | 1.4 | 5.3 | .265 | 0.8 | 1.2 | .691 | 0.7  | 1.2 | 3.7 |

##### Playoffs
| Temporada | Edad | Equipo              | Liga | P  | TCA | TC | TLA | TL | ASIS | FP | PTS | %TC  | %FT   | PTS | AST |
| 1946-47   | 27   | Washington Capitols | BAA  | 6  | 2   | 20 | 5   | 5  | 0    | 5  | 9   | .100 | 1.000 | 1.5 | 0.0 |
| 1947-48   | 28   | St. Louis Bombers   | BAA  | 7  | 11  | 33 | 3   | 3  | 0    | 5  | 25  | .333 | 1.000 | 3.6 | 0.0 |
| Total     |      |                     | BAA  | 13 | 13  | 53 | 8   | 8  | 0    | 10 | 34  | .245 | 1.000 | 2.6 | 0.0 |

### Entrenador
En 1949 fue elegido entrenador de su alma mater, la Universidad de Georgetown, permaneciendo 3 temporadas en el cargo, en las cuales consiguió 35 victorias por 36 derrotas,